# Годинник Судного дня
Проєкт Годинник Судного дня (англ. Doomsday Clock) — проєкт, який з 1947 року веде американський журнал Bulletin of the Atomic Scientists. Годинник показує символічний час, що відокремлює людство від дня глобальної рукотворної катастрофи (час до опівночі). Рішення про переведення стрілок приймає рада директорів журналу і залучених експертів, у тому числі 18 лауреатів Нобелівської премії. Годинник розташовано в місті Чикаго (США).

## Переведення годинника
За увесь час ведення подібних вимірів з 1947 року Годинник Судного дня переводився 26 разів. Востаннє (28 січня 2025 року), стрілки годинника встановлено на 23:58:31, тобто за 89 секунд від 12 години, що відображає стан безпрецедентної небезпеки, з якою зіткнувся світ.
1. У 1947 році, спочатку, вони давали людству умовних 7 хвилин існування.
2. У 1949 році, після випробування атомної бомби в СРСР, — 3 хвилини.
3. У 1953 році, після випробувань водневої бомби, годинник показував 2 хвилини до катастрофи.
4. У 1960 році, після активних спроб СРСР і США уникнути конфронтації, — 7 хвилин.
5. у 1963 році, після підписання договору про заборону ядерних випробувань в атмосфері, — аж 12 хвилин.
6. У 1968 році, після появи ядерної зброї у Франції і Китаї і початку багатьох регіональних воєн, — 7 хвилин.
7. У 1969 році, після прийняття договору про нерозповсюдження ядерної зброї, — 10 хвилин.
8. у 1972 році, після підписання двох радянсько-американських договорів про скорочення стратегічних ракетних арсеналів і протиракетну оборону, 12 хвилин.
9. У 1974 році, коли Індія випробувала атомну бомбу, а радянсько-американська ядерна гонка пережила новий виток, 9 хвилин.
10. У 1980 році, після того, як СРСР і США продовжили ядерну гонку, — 7 хвилин.
11. у 1981 році, коли радянські війська ввійшли в Афганістан, а США посилили свою зовнішню політику, — 4 хвилини.
12. У 1984 році, після припинення радянсько-американських переговорів, — 3 хвилини.
13. У 1988 році, після того, як був підписаний радянсько-американський договір, що заборонив ядерні ракети середнього радіуса дії, годинник був переведений на 3 хвилини назад і показував 6 хвилин.
14. У 1990 році, який ознаменувався крахом соціалістичної системи — 10 хвилин.
15. У 1991 році, після закінчення Холодної війни, СРСР і США почали масштабне скорочення своїх ядерних арсеналів — 17 хвилин.
16. У 1995 році, коли процес зменшення ядерних арсеналів був припинений і виникла реальна загроза ядерного тероризму — 14 хвилин.
17. У 1998 році Індія і Пакистан фактично одночасно провели ядерні випробування, — 9 хвилин.
18. У 2002 році, після терактів 11 вересня 2001 року, стрілки були переведені на дві хвилини вперед і показували 7 хвилин.
19. У січні 2007 року годинник був переведений на дві хвилини вперед — цивілізації залишається 5 хвилин до загибелі. Це переведення годинника викликано такими факторами як ядерні розробки Північної Кореї та Ірану, а також можливими катастрофічними наслідками глобальних змін клімату Землі.
20. 14 січня 2010 року, внаслідок потепління в міжнародних відносинах, годинник був переведений на одну хвилину назад (за 6 хвилин північ).
21. У січні 2012 року годинник переведений на 1 хвилину вперед (за 5 хвилин північ) через загрозу поширення та використання в локальних конфліктах ядерної зброї, загрозу екологічних катастроф через недосконалість атомних реакторів, а також бездіяльність в процесі прийняття рішень стосовно зміни клімату.
22. 22 січня 2015 року годинник переведений ще на 2 хвилини вперед (за 3 хвилини північ) внаслідок недостачі світових політичних протидій глобальній зміні клімату та розповсюдженню ядерної зброї[1][2].
23. 26 січня 2017 року годинник переведено на пів хвилини вперед (час 23:57:30) через заяви президента США Дональда Трампа про використання і поширення ядерної зброї та ігнорування ним проблеми клімату, а також через зростання націоналістичних тенденцій у світі[3].
24. 25 січня 2018 року годинник переведено на пів хвилини вперед (час 23:58:00) через неспроможність світових лідерів подолати загрози ядерної війни та кліматичних змін[4][5]. В бюлетені окремо зазначено ріст занепокоєння можливістю розв'язання Росією «гібридних» конфліктів проти нових членів НАТО на її кордоні, аналогічних вторгненню на територію та окупації Криму, та напівприхованої підтримки сепаратистів на сході України.
25. 23 січня 2020 року годинник переведено на 20 секунд вперед (час 23:58:20) через призупинення дії Договору про ліквідацію ракет середньої та малої дальності, збільшення протистояння між США та Іраном та через кліматичну небезпеку[6].
26. 24 січня 2023 року годинник переведено на 10 секунд вперед (23:58:30) через війну Росії проти України, ядерні погрози росіян, кліматичні загрози, технологічний розвиток і біологічні небезпеки (коронавірус)[7][8].
23 січня 2024 року стрілки годинника залишили на показнику 2023 року, тобто за 90 секунд від опівночі (23:58:30). Годинник Судного дня другий рік поспіль перебуває на мінімальній відстані від 12 годин, що відображає стан безпрецедентної небезпеки, з якою стикається світ[9][10]. Основними загрозами для людства науковці вважають війну в Україні та військовий конфлікт на Близькому Сході, які призводять до збільшення виробництва зброї у США, Китаю та Росії[11].
27. 28 січня 2025 року стрілки годинника підведено на 1 секунду, до 89 секунд до опівночі, на тлі ядерних погроз Росії в ході війни в Україні, нестабільності в інших гарячих точках світу, зростання використання штучного інтелекту у військових цілях та кліматичних змін, що в підсумку може призвести до глобальної катастрофи[12][13].

## У популярній культурі
- Годинник Судного дня — один із центральних образів графічного роману Алана Мура «Хранителі» і фільму за його мотивами.
  - Один з персонажів висловлюється з приводу цього годинника наступним чином: «Він так само корисний для інтелекту, як фотографія кисню для потопаючого».
- В ілюстраціях до комп'ютерної гри Team Fortress 2 присутній Годинник Апокаліпсиса, що показує дві хвилини до опівночі.
- Третій студійний альбом рок-групи Linkin Park названий на честь цього годинника — Minutes to Midnight.
- 10 липня 2007 р. американська рок-група Smashing Pumpkins випустила альбом Zeitgeist (нім. Дух часу), в якому першою композицією в треклісті з'явилася Doomsday Clock.
- На студійному альбомі 1984 р. «Powerslave» британської хеві-метал-групи Iron Maiden друга пісня й однойменний сингл має назву «2 Minutes to Midnight» («Дві хвилини до опівночі»). Текст відповідно оповідає про загрозу взаємного знищення людства.
- Годинник Судного дня згадується в романі 2013 р. «Інферно» Дена Брауна.
- У грі Rise of Nations при створенні ядерної зброї з'являється лічильник, що показує скільки ще можна завдати ядерних ударів, після чого настає Армагеддон.
- В епізоді «Піраміда на краю світу» десятого сезону британського телесеріалу «Доктор Хто» годинник Судного дня з'явився на екрані кожного смартфона на Землі. За сюжетом, прибульці, що іменують себе Ченцями, пропонують допомогу людству у вигляді порятунку від катаклізмів, тому й показують кожному цей годинник.